# Понтийски език
Понтийският език (на гръцки: Ποντιακά, Понтиака, на понтийски Ποντιακά или Ρωμαίικα, Ромеика, тоест ромейски) е диалектна форма на гръцкия език, говорена традиционно предимно в областите около Черно море – (Понт), откъдето идва и името му, а днес предимно на територията на Гърция. Понтийският диалект е един от 6 новогръцки диалекта, формирани след 15 век. Отличава се с древно-йонийски черти и средно-гръцка морфология. Има влияние и на турски, персийски и други езици. Често е смятан за отделен език, тъй като нивото на взаимно разбиране с новогръцкото койне е сравнително ниско.
Не се знае колко души говорят понтийски гръцки към настоящия момент, но най-големите общности от понтийци са:
- в Гърция: повече от 1 милион. През 2005 се решава основаването на Понтийски театър в Солун.
- в Русия и бившата СССР: повече от 500 000. Понтийски театри са съществували в началото на 20 в. в Трапезунд (Понт), а след преселението на черноморските гърци в Русия, в градовете Краснодар, Сухуми и Рустави. Забранени са през 1937 г.
- в Украйна: 120 000
- в САЩ: 80 000
- в Австралия: 56 000
- в Грузия: 50 000 – говорят предимно на турски.
- в Казахстан: 25 000
- в Канада: 20 000
- в Узбекистан: 11 000
- в Армения: 2000
- в Турция живеят повече от 4000 понтийски гърци, но мнозинството са мюсюлмани.
- в Германия и Кипър има също понтийски гърци.